# Реєстрація (аеропорт)

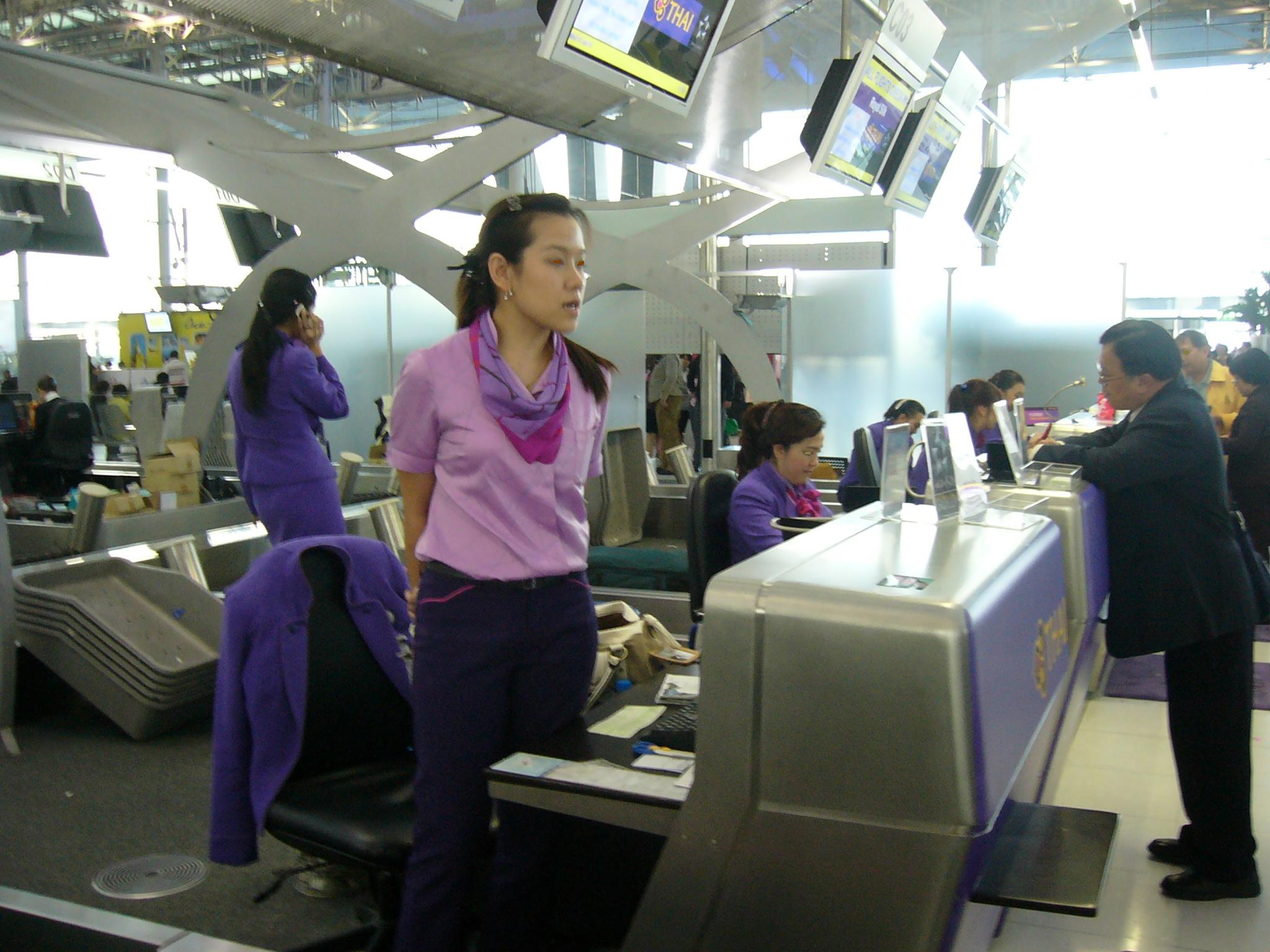
Стійки реєстрації Thai Airways International в Суварнабхумі, Бангкок

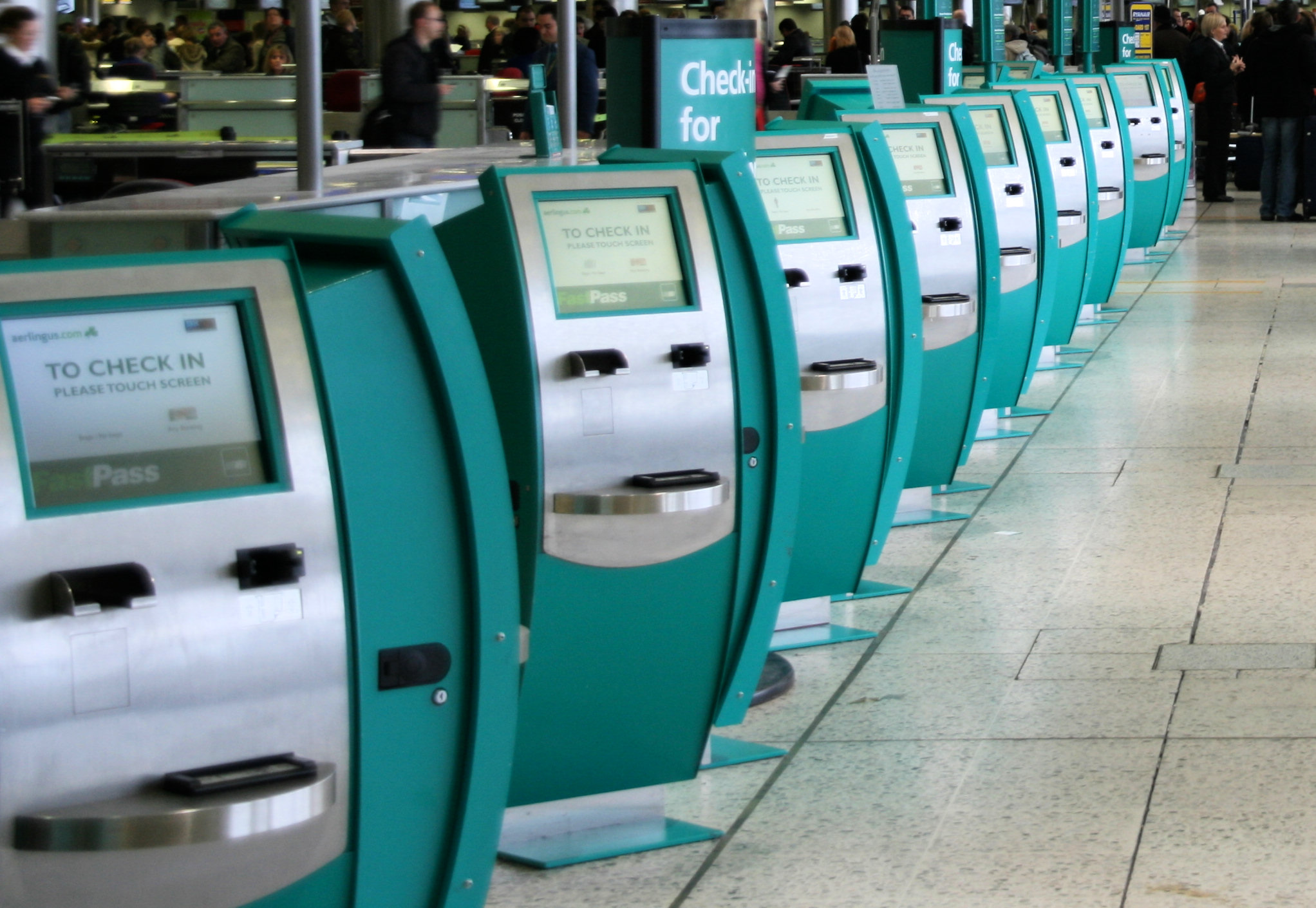
Стійки самостійної реєстрації Aer Lingus в Дублінському порті

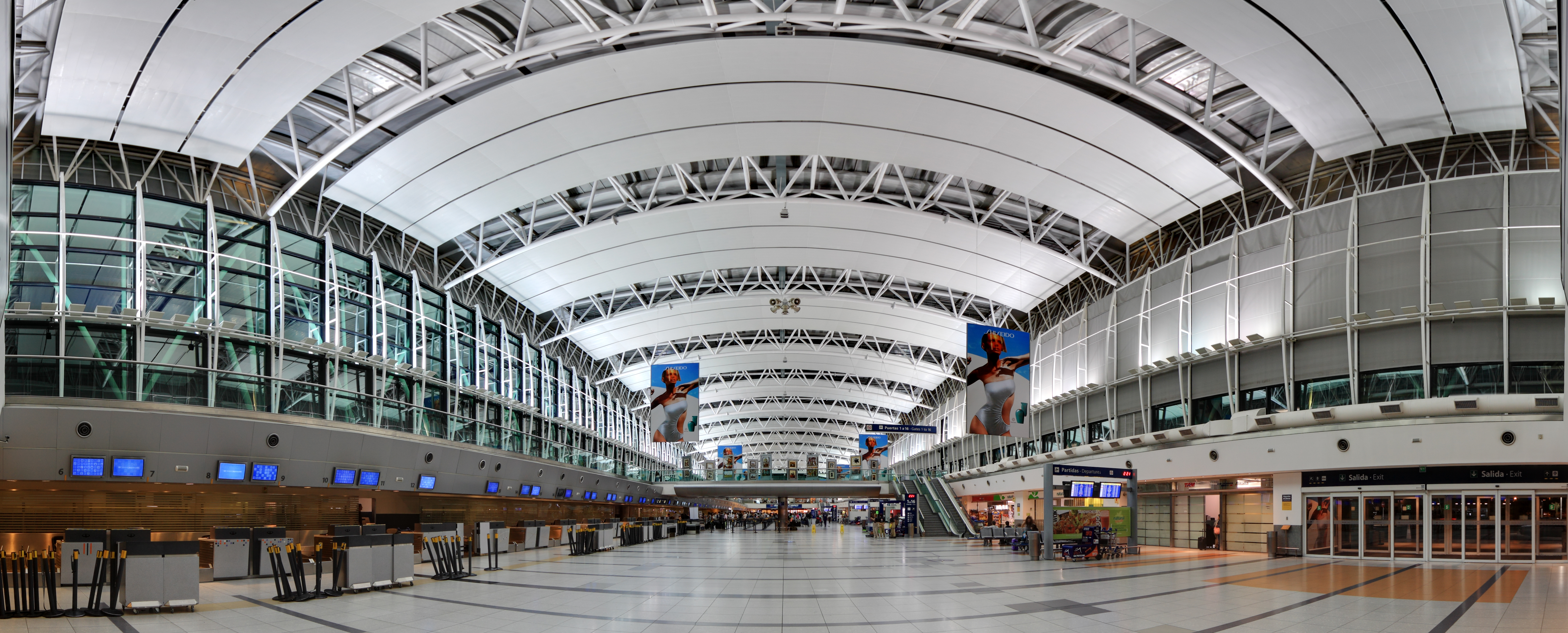
Панорама сучасної зали реєстрації аеропорту Буенос Айреса

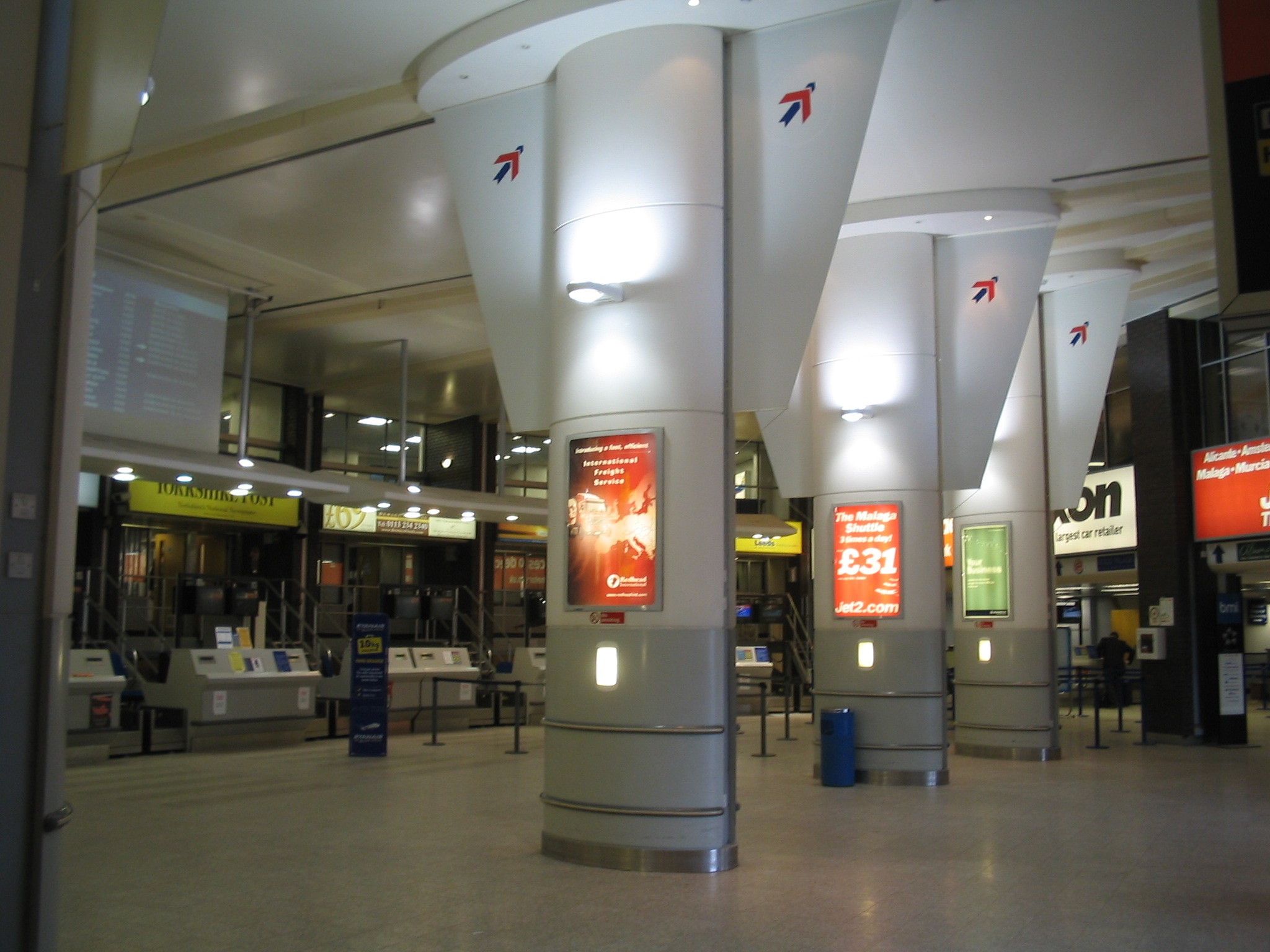
Зала реєстрації в аеропорту Лідс Бредфорд

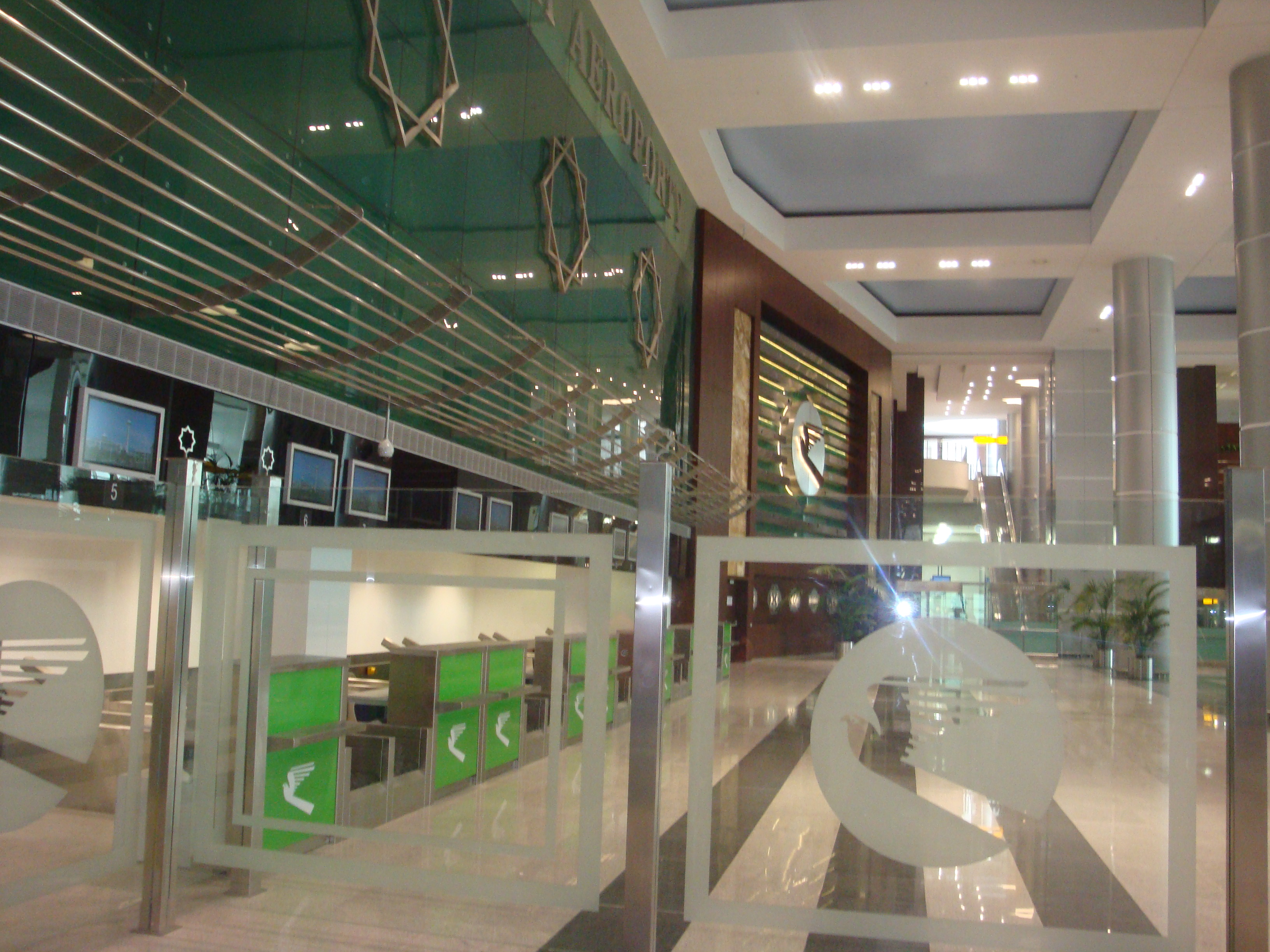
Стійки реєстрації Туркменських Авіаліній в аеропорту Турменбаши

Реєстрація в аеропорту (англ. airport check-in) є процедурою допуску пасажирів авіакомпанією в аеропорту перед посадкою на рейс. Авіакомпанії зазвичай послуговуються службовими стійками в залі аеропорту. Реєстрація переважно здійснюється або самою авіакомпанією або хендлінговим агентом від її імені. В процесі реєстрації пасажири здають багаж, котрий не бажають або не можуть розмістити в салоні літака, після чого отримують посадковий талон і прямують на посадку.
Реєстрація є первинною процедурою після прибуття в аеропорт, оскільки згідно правил авіакомпаній пасажири повинні зареєструватись на рейс у встановлений час до моменту визначеного часу польоту. Ця тривалість буває від 15 хв до 4 годин залежно від аеропорту призначення та авіакомпанії. Протягом реєстрації пасажир може запитати про особливі умови посадки типу вибору місця, поцікавитись умовами польоту чи порту призначення, накопичити бали (милі) чи підвищити себе в статусі. Потрібний час реєстрації здебільшого пишуть у даних бронювання, на вебсторінках і лише іноді подають як рекомендацію типу «пасажири повинні з'явитися на реєстрацію впродовж достатнього на це часу».
Головною функцією авіакомпанії при реєстрації, однак, є приймання багажу і передача його у вантажний відділ аеропорту та видача посадкових талонів.
В деяких містах, для прикладу Абу-Дабі, Сеул, Гонг-Конг, Делі, Куала Лумпур, Стокгольм, Торонто, Відень та Тайбей пасажирам пропонується здавати багаж безпосередньо у відведених місцях відповідного міста (за межами аеропорту). Таке рішення зменшує час реєстрації та черги в аеропортах.

## Перевірка особи пасажира
Одним з основних обов'язків агента при реєстрації є перевірка чинних документів. До їх числа входять: квитки, паспорти, візи, погоджувальні листи та, в деяких випадках, контактні дані пасажирів для перевірки їх відповідності з імміграційним законодавством.

## Реєстрація багажу
Під час реєстрації пасажир здійснює передачу багажу, що підлягає перевірці службою безпеки та опечатуванню. Будь-який елемент багажу, що перевищує обмеження по вазі чи розміру для перевезення у кабіні літака, передається агенту. В разі перевищення максимальної ваги та розмірів багажу, якщо такі встановлені, пасажир повинен оплатити додаткові витрати.

### Послуга самооформлення багажу
Багато авіакомпаній у внутрішніх рейсах надають послуги по самостійному оформленню багажу. Ця процедура здійснюється у спеціальних кіосках не пізніше 30 хв перед відправленням.
 Пасажири самостійно приклеюють до своїх речей багажні бирки та завантажують їх на стрічку транспортера. Пасажири без реєстрованого багажу можуть пройти одразу до зали очікування (якщо пройдено перевірку на авіаційну безпеку) або здійснити самостійно реєстрацію у відповідному кіоску за допомогою картки ePass (з вбудованим модулем RFID) чи одразу до виходу на посадку. Багато авіакомпаній пропонують реєстрацію за допомогою ePass, mPass, засобом мобільних додатків чи через вебсайти, а такому разі дані (у випадку мобільних даних ― часто QR-коди) служать посадковим талоном.
З 2008 р. авіакомпанія KLM запровадила стійку самостійного офомлення багажу в Схіпголі, в той час як Люфтганза ― у Франкфуртському та Мюнхенському портах. Стокгольм запровадив послугу у 2012 р.
Очікується, що послуга з часом набуде більшого поширення.

## Реєстрація місця
Зазвичай під час реєстрації існує можливість вибрати собі бажане місце, наприклад, біля вікна чи в проході. За окрему плату можна замовити місце біля аварійного виходу, де здебільшого відстань до наступного ряду сидінь є більшою.

## Вебреєстрація
Реєстрація онлайн є одним з найпростіших способів підтвердження намірів через вебсайт авіакомпанії. Це суттєво ощадить дорогоцінний час, відведений на посадку. Переважно зареєструватись онлайн можна від 48 годин до часу відправлення, але не пізніше 2 годин до нього. Будь-який пасажир з оплаченим квитком може розраховувати на цю можливість.
Онлайн-реєстрація передбачає процедуру підтвердження пасажиром своєї присутності на рейсі через інтернет та самостійного роздрукування своїх посадкових талонів. Залежно від перевізника та типу рейсу на цьому етапі можна вибрати бажану їжу, обсяг багажу та конкретне місце.
Авіакомпанії активно пропагують таку послугу, оскільки вона легша та швидша, ощадить час як пасажира, так і сервісних працівників. Однак деякі АК вимагатимуть реєстрації незалежно від обраного методу з метою перевірки документів, особливо з візовими вимогами, чи засвідчення автентичності платіжних карток, якими оплачено послуги. Якщо пасажири бажають здійснити реєстрацію за стійкою після реєстрації в онлайн-форматі, здебільшого для таких цілей передбачено окремі стійки, де загалом черг немає або кількість людей у них значно менше. Це стимулює пасажирів реєструватися на рейси самостійно. Крім того, онлайн-реєстрація зазвичай доступна раніше ніж традиційна. Пасажир заздалегідь проходить онлайн-реєстрацію без потреби стояти в черзі до стійок. АК зацікавлені у даній системі реєстрації, оскілька вона є ефективніша та краще дає раду регулярним напливам пасажирів, що переповнюють зали реєстрації. Це зменшує навантаження на аеропортові служби, ощадить кошти та зменшує час очкування для пасажирів.
Зокрема, АК Ryanair штрафує пасажирів на суму до 60 Євро за відмову від онлайн-реєстрацій (для виключенням обмеженого числа випадків). Більше того, з 2010 р. всі пасажири були зобов'язані проходити онлайн-чекін, що дозволило взагалі відмовитись від стійок реєстрації. Незважаючи на це, певні пасажири все одно сплачують штрафи за видрук посадкових талонів за допомогою персоналу авіакомпанії.
Онлайн-реєстрація зростаючими темпами стає обов'язковою серед усталеного кола перевізників, особливо в Європі. Реєстраційні стійки в такому разі виконують функції лише реєстрації багажу.
Першою АК, що запропонувала онлайн-реєстрацію, була Northwest Airlines. Систему було запроваджено в середині 1999 р. Пізніше більшість АК перейняли цю практику.
Зазвичай онлайн-реєстрацію дозволено провести не раніше 24-48 годин перед вильотом. Деякі перевізники пропонують зробити це ще швидше, наприклад, Ryanair, ― 30 або 4 дні (залежно від оплати вибраного місця), AirAsia ― 14 днів до вильоту, easyJet ― відразу після придбання квитка (однак для цього потрібно додатково натиснути відповідну кнопку в меню). Залежно від АК для перших пасажирів, зареєстрованих онлайн, іноді доступні знижки чи опції вибору кращих місць або підвищення у класі обслуговування. Для цього вебсайти пропонують можливості запиту АК про відкриття онлайн-реєстрації раніше стандартних 24 годин і надіслання електронного листа.

### Мобільна реєстрація
В середині 2000-х реєстрація стала доступна засобом мобільних телефонів чи PDA. Для цього необхідні GPRS/3G-сумісні смартфони чи PDA з інтернет-доступом (Finnair запровадила реєстрацію за допомогою SMS), крім того, реєстрація доступна через вебсайти та спеціальні мобільні додатки. Процес схожий до реєстрації через ПК.
Після завершення реєстрації деякі АК надсилали на пристрій мобільний посадковий талон, котрий можна було відсканувати на стійки перевірки та при посадці. Натомість інші відправляли електронне підтвердження зі штрихкодом, котрий можна було пред'явити персоналу на стійках або відскановано в кіосках для завершення процесу реєстрації (тобто для друку посадкового талона).

## Зміна бронювання
У деяких випадках пасажиру потрібно поміняти маршрут поїздки, тому працівники на стійці реєстрації повинні розв'язати це питання. Сюди входить зміна порту призначення, підвищення у класі, відкладення чи вибір ранішого рейсу, однак можливості таких змін суттєво залежать від умов самого квитка. Квитки бюджетного класу зазвичай мають високі ставки на зміну умов або взагалі вимагають придбання нового квитка. Гнучкість при планування мандрівки типово притаманна бізнес-пасажирам, відповідно умови зі зміни умов рейсу оцінюються авіакомпаніями як послуги з вищою вартістю.

## Реєстрація преміум-класу
Якщо пасажир придбав квиток першого або бізнес-класу чи пред'явив купон програми лояльності (високого рівня), або в будь-яких інших ситуаціях за домовленістю з перевізником аеропорт може запропонувати пройти реєстрацію преміум-класу, а також доступ до зали очікування підвищеного комфорту.
Преміум-реєстрація відрізняється в залежності від порту та АК. Головний хаб авіакомпанії здебільшого пропонує найкращий рівень обслуговування, часто у відведеній залі. Для прикладу, Air New Zealand в м. Окленд пропонує власний митний контроль та прямий доступ до пунктів перевірки на авіабезпеку. У менш значних портах АК пропонують окремі стійки реєстрації одночасно для пасажирів першого, бізнес та преміум-економного класу.
Singapore Airlines також пропонує цей сервіс пасажирам першого класу та класу Suites при вильоті з Терміналу 3 Аеропорту Чангі. Дані пасажири мають відокремлений боковий вхід та очікувати на зручних диванах, поки персонал обробляє їхні дані. Після цього передбачено окремий паспортний контроль.
Авіакомпанія Emirates забезпечує своїх пасажирів першого та бізнес-класів окремим та індивідуальним обслуговуванням в аеропорту Дубай, причому потоки пасажирів економ-класу в головній залі відокремлені з метою збереження приватності.
Альянс авіакомпаній SkyTeam пропонує пріоритетну реєстрацію «SkyPriority», в якій члени матимуть доступ до окремої стійки з пріоритетним обслуговуванням та можливістю на більший обсяг багажу.

## Поклики
1. ↑  Air New Zealand Domestic Check-in. Air New Zealand. 2009. Архів оригіналу за 9 лютого 2009. Процитовано 7 жовтня 2017.
2. ↑  Air New Zealand mPass. Air New Zealand. 2009. Архів оригіналу за 11 квітня 2009. Процитовано 7 жовтня 2017.
3. ↑  Six new Self-Service Baggage Drop-Off units now in use. schiphol.nl. Архів оригіналу за 6 вересня 2013. Процитовано 11 серпня 2015.
4. ↑  Checking in baggage - Lufthansa ® Germany. lufthansa.com. Процитовано 11 серпня 2015.
5. ↑  Smoother baggage check-in at Stockholm Arlanda. Архів оригіналу за 2 квітня 2015. Процитовано 7 жовтня 2017.
6. ↑  Ryan Ghee. Is self-service bag drop the future of baggage processing?. Future Travel Experience. Процитовано 11 серпня 2015.
7. ↑  Virgin launches online check-in, Sydney Morning Herald, 3 October 2005
8. ↑  Ryanair to abolish check-in desks. BBC Online. 21 Feb 2009.
9. ↑  "First passenger checks in, receives boarding pass via the internet", Business Wire, 16 September 1999
10. ↑  Finnair to introduce the world's easiest checkin -- with a text message. Finnair Group. Архів оригіналу за травень 29, 2015. Процитовано 28 вересня 2004.
11. ↑  Emirates. Emirates. Процитовано 11 серпня 2015.